# Susan Pedersen
Susan Jane "Sue" Pedersen, född 16 oktober 1953 i Sacramento i Kalifornien, är en amerikansk före detta simmare.
Pedersen blev olympisk guldmedaljör på 4 x 100 meter frisim vid sommarspelen 1968 i Mexico City.